# Altstadtring

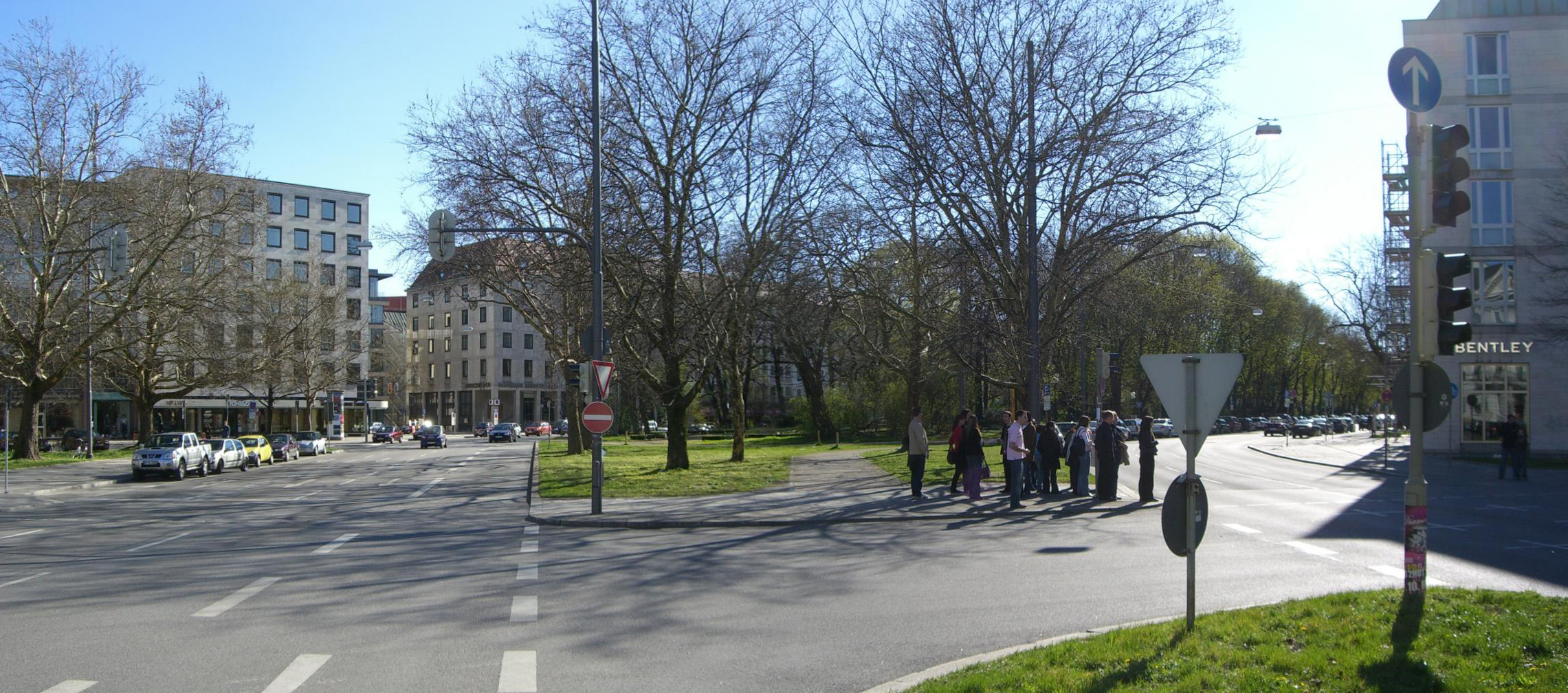
Altstadtring à Maximiliansplatz

L'Altstadtring est le périphérique le plus intérieur de Munich, en Bavière, en Allemagne.

## Situation et accès
À l'exception de la partie nord-ouest, il longe à peu près le chemin de l'ancien deuxième mur de Munich et entoure l'Altstadt de Munich. À l'exception de la partie entre Isartor et Sendlinger Tor, elle est principalement construite avec quatre ou cinq voies. 
En raison de la solution de boucle, il est impossible de traverser l'Altstadt en véhicule à moteur et tout le trafic automobile doit utiliser l'Altstadtring.

## Origine du nom
Altstadtsignifie vieille ville en allemand et Ring désigne une boucle ou un anneau, souvent utilisé pour nommer des routes circulaires autour d'un centre urbain.

## Historique
Cette voie de ceinture de gabarit large, en particulier le tunnel Altstadtringtunnel qui a été construit en 1972, est un stigmate de l'époque où l'automobile était reine dans la ville et qui permettait des vitesses quasi autoroutières. En 2022, la voie commence à être adaptée aux circulations douces avec la plantation d'arbres et la construction de pistes cyclables.